# 張芾
張芾（1814年—1862年），字黼候、小浦，號小圃、冰谿，陝西省西安府涇陽縣（今陝西省涇陽縣）人，清朝官员，進士出身。 

## 生平
道光十五年（1835年）登二甲一名進士（傳臚），選庶吉士，授翰林院編修，累升庶子，直南書房；擢少詹事，超遷內閣學士，督江蘇學政。道光二十五年（1845年）授工部侍郎，任滿回京，仍直南書房，調吏部侍郎。道光二十九年（1849年）督江西學政。咸豐二年（1852年）調任刑部侍郎，留署江西巡撫，后實授。后太平軍圍攻長沙，奉召駐防，不久岳州被攻陷，后駐守九江。咸豐三年（1853年）鎮守瑞昌，后改駐守南昌，后因截留滇、黔銅鉛銀，被罷免削職。之後因戰局緊張，經侍郎王茂蔭舉薦，負責操練鄉團。咸豐五年（1855年）攻克休寧、石埭。咸豐六年（1856年）在婺源、祁門擊退太平軍。母親去世后，因奪情留軍。咸豐七年（1857年）鄧紹良在灣沚陣亡，祁門、婺源皆告急。他在清華街、祁門。咸豐九年（1859年）攻佔婺源，授通政使，尋遷左副都御史。后督辦皖南四府一州軍務。咸豐十年（1860年）率軍連克太平、旌德、石埭、涇縣，卻后皆失守，由曾國藩繼任，張芾回京。咸豐十一年（1861年）后趕往陝西督辦陝西團練，會同巡撫瑛棨防回民暴動，后因參與調解，被回民首領任老五率眾折辱，然後被肢解。諡文毅，在陝西省城、倉頭鎮、江西、徽州並建專祠。

## 親族
父張五緎。夫人曲阜衍聖公孔慶鎔長女孔印蘭。有子張師劬、張師勵。孫張澐; 孫女張佩蘅為段祺瑞繼室，其父師劬，母親為項城袁甲三之女。